# Erythrina coddii
Erythrina coddii là một loài thực vật có hoa trong họ Đậu. Loài này được Krukoff & Barneby miêu tả khoa học đầu tiên.